# روك نايشن
روك نايشن (بالإنجليزية: Roc Nation) هي شركة إنتاج، إدارة، وتوزيع للموسيقى كما أنها شركة ترفيه، تأسست سنة 2008 على يد جاي-زي، يقع مقر الشركة في نيويورك كما أن لها مكاتب في لندن، ناشفيل، أوستن، ولوس أنجلس.
كما أن الشركة قامت بإنتاج عدة أعمال لكل من جيه. كول، بيغ شون، كلوديا ليتي، غرايمس، ديمي لوفاتو، شاكيرا، دي جي خالد، أوماريون وآخرون...

## التاريخ
في أبريل 2008, لايف نيشن تشاركت مع جي-زي لإنشاء روك نيشن. لدى روك نيشن شركة غنتاج بعنوان ستار روك وشركة ترفيه بعنوان روك نيشن تيك اوفير، تقع في المملكة المتحدة، وتشمل أيضاً في أوروبا; أصدرت الشركة تسجيلات مع سوني للترفيه الموسيقي وشريكة مع لايف نيشن.

## فنانو الشركة
| الفنان         | سنة العقد | عدد الألبومات مع روك نيشن | عدد الألبومات مع ستار روك |
| -------------- | --------- | ------------------------- | ------------------------- |
| جي-زي          | المؤسس    | 2                         | —                         |
| جي. كول        | 2009      | 1                         | —                         |
| ريتا أورا      | 2009      | 1                         | —                         |
| بريدجيت كيلي   | 2010      | —                         | —                         |
| الكسيس جوردان  | 2009      | —                         | 1                         |
| هوغو           | 2010      | 1                         | —                         |
| جاي إلكترونيكا | 2010      | 1                         | —                         |
| ويلو سميث      | 2010      | —                         | —                         |
| ريانا          | 2013      | 1                         | —                         |
| كي كوكي        | 2011      | —                         | —                         |

## فنانين تمت إدارتهم
- كايسي فيجيز[17]
- إستر دين[18]
- ام. آي. أي.[19]
- مارك رونسون[20][21]
- ميلاني فيونا[22][23][24]
- ميك ميل[25]
- ريانا[26][27][28]
- سانتيقولد[29]
- شاكيرا[30]
- ذا تينج تينجس[31][32][33]
- والي[34]

## وصلات خارجية
الموقع الرسمي ــ http://www.rocnation.com